# ترانسفورماتور پلانر

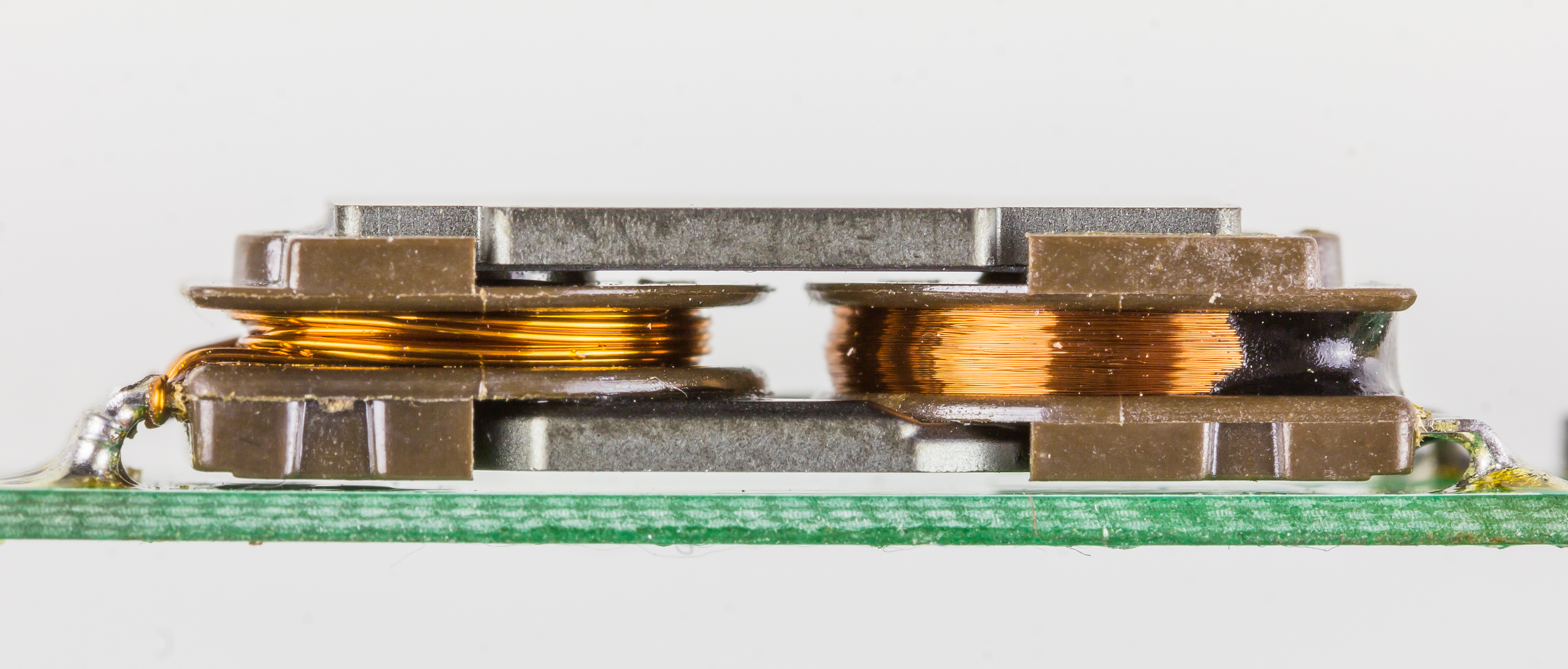
ترانسفورماتور پلانر

ترانسفورماتور پلانر (انگلیسی: Planar transformers) گونه‌ای ترانسفورماتور که در آن استاندارهای بسیار دقیق به کار رفته‌است که در پروژه‌های نظامی و هوافضا استفاده می‌شود.